# Campeonato Europeu de Ginástica Rítmica de 2025
O Campeonato Europeu de Ginástica Rítmica de 2025 é a 41ª edição do Campeonato Europeu de Ginástica Rítmica. A competição acontecerá de 4 a 8 de junho de 2025 na Unibet Arena em Tallinn, Estônia. Atuou como um evento classificatório para o Campeonato Mundial de Ginástica Rítmica de 2025; 12 países ganharam cotas para enviar uma equipe individual ao Campeonato Mundial.
A campeã individual geral foi Taisiia Onofriichuk; ela foi a primeira campeã europeia ucraniana em quase trinta anos, desde o Campeonato de 1997. A até então campeã europeia, Stiliana Nikolova, ganhou a prata, e a atual campeã olímpica, Darja Varfolomeev, ganhou o bronze. Nas finais por aparelhos, Nikolova venceu três dos quatro eventos (bola, arco, maças), enquanto Varfolomeev venceu a final da fita.
No evento de conjuntos, o grupo espanhol dominou a competição, ganhando todas as três medalhas de ouro no geral e nas duas finais de evento. A medalha geral foi a segunda para conjuntos espanhóis depois que elas ganharam uma medalha pela primeira vez no Campeonato de 1992. O grupo israelense ganhou a prata geral e o grupo húngaro o bronze. Na final de cinco fitas, o grupo francês ganhou sua primeira medalha de prata europeia, e na final do aparelhos mistos, o grupo alemão ganhou sua primeira medalha europeia de qualquer cor.
O prêmio Shooting Star foi entregue à eslovena Brigita Krašovec. Ela se dedica intensamente à coreografia de suas rotinas, já deu aulas no exterior e também é campeã mundial de dança moderna.

## Países participantes
- Alemanha
- Andorra
- Armênia
- Áustria
- Azerbaijão
- Bélgica
- Bósnia e Herzegovina
- Bulgária
- Chéquia
- Chipre
- Croácia
- Eslováquia
- Eslovênia
- Espanha
- Estónia
- Finlândia
- França
- Geórgia
- Grã-Bretanha
- Grécia
- Hungria
- Israel
- Itália
- Letónia
- Lituânia
- Luxemburgo
- Moldávia
- Montenegro
- Noruega
- Países Baixos
- Polónia
- Portugal
- Roménia
- San Marino
- Sérvia
- Suécia
- Suíça
- Turquia
- Ucrânia

Atualizado em 3 de maio de 2025.

## Medalhistas

### Sênior
| Evento            | Ouro | Prata | Bronze |
| ----------------- | --- | --- | --- |
| Equipes           | | | |
| Equipes           | Itália · Individual · Tara Dragas · Sofia Raffaeli · Alice Taglietti · Grupo · Chiara Badii · Alexandra Naclerio · Serena Ottaviani · Laura Paris · Giulia Segatori · Sofia Sicignano | Ucrânia · Individual · Polina Karika · Taisiia Onofriichuk · Grupo · Yelyzaveta Azza · Diana Baieva · Anastasiia Ikan · Valeriia Peremeta · Kira Shyrykina · Oleksandra Yushchak | Israel · Individual · Daniela Munits · Lian Rona · Meital Maayam Sumkin · Grupo · Maya Gamliel · Agam Gev · Arina Gvozdetskaia · Varvara Salenkova · Lian Suharevich · Kristina Eilon Ternovski |
| Individual        | | | |
| Geral             | Taisiia Onofriichuk · Ucrânia | Stiliana Nikolova · Bulgária | Darja Varfolomeev · Alemanha |
| Arco              | Stiliana Nikolova · Bulgária | Sofia Raffaeli · Itália | Taisiia Onofriichuk · Ucrânia |
| Bola              | Stiliana Nikolova · Bulgária | Anastasia Simakova · Alemanha | Meital Maayam Sumkin · Israel |
| Maças             | Stiliana Nikolova · Bulgária | Taisiia Onofriichuk · Ucrânia | Sofia Raffaeli · Itália |
| Fita              | Darja Varfolomeev · Alemanha | Meital Maayam Sumkin · Israel | Taisiia Onofriichuk · Ucrânia |
| Grupos            | | | |
| Geral             | Espanha · Inés Bergua · Andrea Corral · Marina Cortelles · Andrea Fernández · Lucía Muñoz · Salma Solaun                                                                              | Israel · Maya Gamliel · Agam Gev · Arina Gvozdetskaia · Varvara Salenkova · Lian Suharevich · Kristina Eilon Ternovski                                                           | Hungria · Julia Farkas · Fruzsina Grek · Mandula Virag Meszaros · Dalma Pesti · Dora Szabados · Monika Urban-Szabo                                                                              |
| 5 fitas           | Espanha · Inés Bergua · Andrea Corral · Marina Cortelles* · Andrea Fernández · Lucía Muñoz · Salma Solaun                                                                             | França Maëlys Laporte Justine Lavit Shana Loxton-Vernaton Salome Lozano Leon Naia Okasha Margaux Sol*                                                                            | Itália · Chiara Badii · Alexandra Naclerio · Serena Ottaviani* · Laura Paris · Giulia Segatori · Sofia Sicignano                                                                                |
| 3 bolas + 2 arcos | Espanha · Inés Bergua · Andrea Corral · Marina Cortelles · Andrea Fernández · Lucía Muñoz · Salma Solaun*                                                                             | Ucrânia · Yelyzaveta Azza · Diana Baieva · Anastasiia Ikan* · Valeriia Peremeta · Kira Shyrykina · Oleksandra Yushchak                                                           | Alemanha · Neele Arndt* · Melanie Dargel · Olivia Falk · Helena Ripken · Anna-Maria Shatokhin · Emilia Wickert                                                                                  |

### Juvenil
| Evento  | Ouro | Prata                                                                                          | Bronze |
| ------- | --- | ---------------------------------------------------------------------------------------------- | --- |
| Grupo   | |                                                                                                | |
| Geral   | Ucrânia · Ahata Bilenko · Marharyta Melnyk · Anastasiia Nikolenko · Taisiia Redka · Oleksandra Nikol Samoukina · Kateryna Shershen  | Espanha · Monica De Juana · Paula Donoso · Noa Esplugues · Claudia Marino · Cynthia Ortega     | Itália · Flavia Cassano · Elisa Maria Comignani · Chiara Cortese · Virginia Galeazzi · Ginevra Pascarella · Elisabetta Valdifiori |
| 5 arcos | Itália · Flavia Cassano* · Elisa Maria Comignani · Chiara Cortese · Virginia Galeazzi · Ginevra Pascarella · Elisabetta Valdifiori  | Polónia · Natalia Idziniak · Maria Majkowska · Valeriia Pinska · Laura Tlaczala · Lea Turowska | Israel · Melani Malka · Sofia Prezhyn · Emilia Roitman · Avigail Shved · Keren Sobol                                              |
| 5 maças | Ucrânia · Ahata Bilenko · Marharyta Melnyk* · Anastasiia Nikolenko · Taisiia Redka · Oleksandra Nikol Samoukina · Kateryna Shershen | Israel · Melani Malka · Sofia Prezhyn · Emilia Roitman · Avigail Shved · Keren Sobol           | Bulgária · Raya Bozhilova · Anania Dimitrova · Elena Hristova · Yoana Moteva · Gabriela Traykova* · Ivayla Velkovska              |

* ginasta reserva

## Quadro de medalhas
*   país anfitrião (Estónia)
| Pos.               | País               | Ouro | Prata | Bronze | Total |
| ------------------ | ------------------ | ---- | ----- | ------ | ----- |
| 1                  | Ucrânia            | 3    | 3     | 2      | 8     |
| 2                  | Bulgária           | 3    | 1     | 1      | 5     |
| 3                  | Espanha            | 3    | 1     | 0      | 4     |
| 4                  | Itália             | 2    | 1     | 3      | 6     |
| 5                  | Alemanha           | 1    | 1     | 2      | 4     |
| 6                  | Israel             | 0    | 3     | 3      | 6     |
| 7                  | França             | 0    | 1     | 0      | 1     |
| 7                  | Polónia            | 0    | 1     | 0      | 1     |
| 9                  | Hungria            | 0    | 0     | 1      | 1     |
| Total (9 entradas) | Total (9 entradas) | 12   | 12    | 12     | 36    |

## Resultados

### Sênior

#### Individual geral
| Pos. | Ginasta              | Nação       |             |             |             |             | Total   |
| ---- | -------------------- | ----------- | ----------- | ----------- | ----------- | ----------- | ------- |
| 1    | Taisiia Onofriichuk  | Ucrânia     | 29.950 (3)  | 28.600 (2)  | 29.950 (2)  | 29.300 (1)  | 117.800 |
| 2    | Stiliana Nikolova    | Bulgária    | 30.100 (2)  | 28.850 (1)  | 29.550 (3)  | 28.200 (4)  | 116.700 |
| 3    | Darja Varfolomeev    | Alemanha    | 28.350 (7)  | 27.850 (6)  | 30.450 (1)  | 28.500 (2)  | 115.150 |
| 4    | Sofia Raffaeli       | Itália      | 30.150 (1)  | 28.100 (3)  | 28.900 (5)  | 27.800 (8)  | 114.950 |
| 5    | Tara Dragas          | Itália      | 28.650 (4)  | 26.600      | 29.350 (4)  | 27.950 (5)  | 112.550 |
| 6    | Liliana Lewinska     | Polónia     | 28.600 (5)  | 27.450 (10) | 28.300 (7)  | 27.950 (6)  | 112.300 |
| 7    | Vera Tugolukova      | Chipre      | 28.500 (6)  | 27.800 (7)  | 28.300 (8)  | 27.300      | 111.900 |
| 8    | Daniela Munits       | Israel      | 28.000      | 27.300      | 28.100 (10) | 28.350 (3)  | 111.750 |
| 9    | Anastasia Simakova   | Alemanha    | 28.150 (9)  | 28.000 (4)  | 27.150      | 27.650 (10) | 110.950 |
| 10   | Polina Karika        | Ucrânia     | 28.000      | 26.600      | 28.100 (9)  | 27.250      | 109.950 |
| 11   | Eva Brezalieva       | Bulgária    | 26.150      | 27.500 (9)  | 27.700      | 27.700 (9)  | 109.050 |
| 12   | Lucía González       | Espanha     | 28.200 (8)  | 27.550 (8)  | 28.000      | 24.350      | 108.100 |
| 13   | Hatice Gokce Emir    | Turquia     | 27.750      | 25.450      | 27.850      | 26.200      | 107.250 |
| 14   | Amalia Lica          | Roménia     | 28.050 (10) | 26.400      | 26.600      | 25.850      | 106.900 |
| 15   | Emilia Heichel       | Polónia     | 26.450      | 26.400      | 26.750      | 26.250      | 105.850 |
| 16   | Maena Millon         | França      | 26.800      | 26.100      | 25.200      | 25.950      | 104.050 |
| 17   | Andreea Verdes       | Roménia     | 26.500      | 26.450      | 23.800      | 26.950      | 103.700 |
| 18   | Daniela Pico         | Espanha     | 27.350      | 24.550      | 26.850      | 24.850      | 103.600 |
| 19   | Lily Ramonatxo       | França      | 26.400      | 25.400      | 25.450      | 26.100      | 103.350 |
| 20   | Fanni Pigniczki      | Hungria     | 25.750      | 26.900      | 22.850      | 27.400      | 102.900 |
| 21   | Meital Maayam Sumkin | Israel      | 16.250      | 27.850 (5)  | 28.900 (6)  | 27.950 (7)  | 100.950 |
| 22   | Anette Vaher         | Estónia     | 25.800      | 25.550      | 25.250      | 24.150      | 100.750 |
| 23   | Lia Kallio           | Finlândia   | 26.500      | 25.350      | 24.050      | 23.900      | 99.800  |
| 24   | Maria Avgousti       | Chipre      | 25.550      | 25.150      | 22.850      | 24.200      | 97.750  |
| 25   | Marfa Ekimova        | Reino Unido | 25.400      | 24.700      | 25.150      | 22.400      | 97.650  |

#### Arco
| Pos. | Ginasta              | Nação    | Nota D | Nota E | Nota A | Pen.  | Total  |
| ---- | -------------------- | -------- | ------ | ------ | ------ | ----- | ------ |
| 1    | Stiliana Nikolova    | Bulgária | 13.900 | 8.200  | 8.200  |       | 30.300 |
| 2    | Sofia Raffaeli       | Itália   | 13.500 | 8.200  | 8.350  |       | 30.050 |
| 3    | Taisiia Onofriichuk  | Ucrânia  | 13.700 | 8.000  | 8.150  |       | 29.850 |
| 4    | Meital Maayam Sumkin | Israel   | 13.400 | 7.850  | 8.500  |       | 29.750 |
| 5    | Darja Varfolomeev    | Alemanha | 13.500 | 7.700  | 8.200  |       | 29.400 |
| 6    | Eva Brezalieva       | Bulgária | 13.200 | 7.850  | 8.050  |       | 29.100 |
| 7    | Vera Tugolukova      | Chipre   | 13.200 | 7.700  | 8.100  |       | 29.000 |
| 8    | Liliana Lewinska     | Polónia  | 13.000 | 7.850  | 8.050  | 0.050 | 28.850 |

#### Bola
| Pos. | Ginasta              | Nação    | Nota D | Nota E | Nota A | Pen.  | Total  |
| ---- | -------------------- | -------- | ------ | ------ | ------ | ----- | ------ |
| 1    | Stiliana Nikolova    | Bulgária | 13.300 | 8.100  | 8.400  |       | 29.800 |
| 2    | Anastasia Simakova   | Alemanha | 12.800 | 7.900  | 8.000  |       | 28.700 |
| 3    | Meital Maayam Sumkin | Israel   | 12.300 | 7.900  | 8.400  |       | 28.600 |
| 4    | Taisiia Onofriichuk  | Ucrânia  | 12.200 | 8.000  | 8.150  |       | 28.350 |
| 5    | Sofia Raffaeli       | Itália   | 11.800 | 8.050  | 8.300  |       | 28.150 |
| 6    | Lucía González       | Espanha  | 12.300 | 7.850  | 8.000  |       | 28.150 |
| 7    | Eva Brezalieva       | Bulgária | 11.500 | 7.850  | 8.050  |       | 27.400 |
| 8    | Vera Tugolukova      | Chipre   | 10.000 | 6.450  | 7.600  | 0.060 | 23.450 |

#### Maças
| Pos. | Ginasta             | Nação    | Nota D | Nota E | Nota A | Pen. | Total  |
| ---- | ------------------- | -------- | ------ | ------ | ------ | ---- | ------ |
| 1    | Stiliana Nikolova   | Bulgária | 14.000 | 8.050  | 8.350  |      | 30.400 |
| 2    | Taisiia Onofriichuk | Ucrânia  | 14.200 | 8.000  | 8.200  |      | 30.400 |
| 3    | Sofia Raffaeli      | Itália   | 13.200 | 8.100  | 8.100  |      | 29.400 |
| 4    | Polina Karika       | Ucrânia  | 12.500 | 8.150  | 7.950  |      | 28.600 |
| 5    | Vera Tugolukova     | Chipre   | 12.300 | 7.300  | 8.050  |      | 27.650 |
| 6    | Tara Dragas         | Itália   | 12.100 | 7.350  | 7.800  |      | 27.250 |
| 7    | Lada Pusch          | Alemanha | 12.500 | 7.050  | 7.600  |      | 27.150 |
| 8    | Liliana Lewinska    | Polónia  | 11.200 | 7.400  | 7.750  |      | 26.350 |

#### Fita
| Pos. | Ginasta              | Nação    | Nota D | Nota E | Nota A | Pen.  | Total  |
| ---- | -------------------- | -------- | ------ | ------ | ------ | ----- | ------ |
| 1    | Darja Varfolomeev    | Alemanha | 13.900 | 8.350  | 8.400  |       | 30.650 |
| 2    | Meital Maayam Sumkin | Israel   | 13.200 | 8.000  | 8.350  |       | 29.550 |
| 3    | Taisiia Onofriichuk  | Ucrânia  | 13.200 | 8.000  | 8.300  |       | 29.500 |
| 4    | Sofia Raffaeli       | Itália   | 12.400 | 8.050  | 8.300  |       | 28.750 |
| 5    | Tara Dragas          | Itália   | 12.600 | 7.600  | 8.000  | 0.050 | 28.150 |
| 6    | Vera Tugolukova      | Chipre   | 11.900 | 7.450  | 7.900  |       | 27.250 |
| 7    | Liliana Lewinska     | Polónia  | 11.400 | 7.250  | 7.900  |       | 26.550 |
| 8    | Amalia Lica          | Roménia  | 11.100 | 7.450  | 7.850  | 0.050 | 26.350 |

#### Grupos Geral
| Pos. | Nação      | 5      | 3 + 2  | Total  |
| ---- | ---------- | ------ | ------ | ------ |
| 1    | Espanha    | 26.100 | 27.700 | 53.800 |
| 2    | Israel     | 23.200 | 26.300 | 49.500 |
| 3    | Hungria    | 21.750 | 26.400 | 48.150 |
| 4    | Estónia    | 23.350 | 24.450 | 47.800 |
| 5    | Itália     | 25.600 | 20.800 | 46.400 |
| 6    | Azerbaijão | 19.750 | 25.800 | 45.550 |
| 7    | Polónia    | 23.250 | 22.300 | 45.550 |
| 8    | Ucrânia    | 19.450 | 25.550 | 45.000 |
| 9    | França     | 23.350 | 20.650 | 44.000 |
| 10   | Alemanha   | 19.850 | 23.350 | 43.200 |
| 11   | Turquia    | 19.750 | 23.000 | 42.750 |
| 12   | Grécia     | 18.700 | 22.150 | 40.850 |
| 13   | Lituânia   | 19.750 | 20.150 | 39.900 |
| 14   | Chéquia    | 17.300 | 22.350 | 39.650 |
| 15   | Bulgária   | 19.250 | 19.600 | 38.850 |
| 16   | Geórgia    | 19.500 | 18.400 | 37.900 |
| 17   | Finlândia  | 20.550 | 15.550 | 36.100 |
| 18   | Andorra    | 14.800 | 21.050 | 35.850 |
| 19   | Sérvia     | 13.200 | 17.750 | 30.950 |

#### 5 Fitas
| Pos. | Nação     | Nota D | Nota A | Nota E | Pen.  | Total  |
| ---- | --------- | ------ | ------ | ------ | ----- | ------ |
| 1    | Espanha   | 12.200 | 7.200  | 5.900  |       | 25.300 |
| 2    | França    | 11.500 | 6.950  | 6.200  |       | 24.650 |
| 3    | Itália    | 11.500 | 6.850  | 5.750  | 0.300 | 23.800 |
| 4    | Israel    | 11.200 | 6.700  | 5.650  |       | 23.550 |
| 5    | Estónia   | 11.300 | 6.550  | 5.600  | 0.600 | 22.850 |
| 6    | Finlândia | 10.700 | 6.250  | 5.450  |       | 22.400 |
| 7    | Polónia   | 9.400  | 5.400  | 4.500  |       | 19.300 |
| 8    | Hungria   | 9.800  | 5.600  | 4.400  | 0.600 | 19.200 |

#### 3 Bolas + 2 Arcos
| Pos. | Nação      | Nota D | Nota A | Nota E | Pen.  | Total  |
| ---- | ---------- | ------ | ------ | ------ | ----- | ------ |
| 1    | Espanha    | 13.200 | 7.600  | 6.900  |       | 27.700 |
| 2    | Ucrânia    | 12.800 | 6.900  | 6.550  |       | 26.250 |
| 3    | Alemanha   | 12.200 | 6.800  | 6.350  |       | 25.350 |
| 4    | Estónia    | 11.700 | 6.950  | 6.450  | 0.050 | 25.050 |
| 5    | Israel     | 11.300 | 7.100  | 6.600  |       | 25.000 |
| 6    | Hungria    | 11.700 | 7.100  | 5.500  |       | 24.300 |
| 7    | Azerbaijão | 10.800 | 6.800  | 6.400  |       | 24.000 |
| 8    | Turquia    | 10.300 | 6.250  | 5.000  |       | 21.550 |

### Juvenil

#### Grupos Geral
| Pos. | Nação       | 5      | 5      | Total  |
| ---- | ----------- | ------ | ------ | ------ |
| 1    | Ucrânia     | 24.700 | 23.500 | 48.200 |
| 2    | Espanha     | 24.750 | 23.200 | 47.950 |
| 3    | Itália      | 24.100 | 23.350 | 47.450 |
| 4    | Israel      | 22.650 | 23.900 | 46.550 |
| 5    | Estónia     | 23.900 | 22.550 | 46.450 |
| 6    | Bulgária    | 21.300 | 24.300 | 45.600 |
| 7    | Polónia     | 23.400 | 22.100 | 45.500 |
| 8    | Turquia     | 22.150 | 21.850 | 44.000 |
| 9    | Hungria     | 22.100 | 21.250 | 43.350 |
| 10   | Chéquia     | 21.150 | 21.150 | 42.300 |
| 11   | Alemanha    | 21.850 | 19.850 | 41.700 |
| 12   | Reino Unido | 20.950 | 20.550 | 41.500 |
| 13   | Portugal    | 20.800 | 19.750 | 40.550 |
| 14   | Azerbaijão  | 21.750 | 18.650 | 40.400 |
| 15   | Eslováquia  | 20.750 | 19.350 | 40.100 |
| 16   | Finlândia   | 19.850 | 19.450 | 39.300 |
| 17   | Grécia      | 19.050 | 19.950 | 39.000 |
| 18   | Noruega     | 19.900 | 18.700 | 38.600 |
| 19   | Geórgia     | 20.150 | 14.950 | 35.100 |
| 20   | Lituânia    | 17.900 | 16.350 | 34.250 |
| 21   | Moldávia    | 15.050 | 17.800 | 32.850 |
| 22   | Letónia     | 16.600 | 15.700 | 32.300 |

#### 5 Arcos
| Pos. | Nação   | Nota D | Nota A | Nota E | Pen.  | Total  |
| ---- | ------- | ------ | ------ | ------ | ----- | ------ |
| 1    | Itália  | 9.600  | 7.400  | 7.100  |       | 24.100 |
| 2    | Polónia | 10.200 | 7.050  | 6.950  | 0.300 | 23.900 |
| 3    | Israel  | 10.100 | 7.100  | 6.250  |       | 23.450 |
| 4    | Espanha | 9.100  | 7.350  | 6.850  |       | 23.300 |
| 5    | Hungria | 9.700  | 7.000  | 6.300  |       | 23.000 |
| 6    | Estónia | 9.500  | 6.850  | 5.950  | 0.050 | 22.250 |
| 7    | Turquia | 8.800  | 7.100  | 6.500  | 0.300 | 22.100 |
| 8    | Ucrânia | 8.900  | 6.500  | 6.300  | 0.300 | 21.400 |

#### 5 Maças
| Pos. | Nação    | Nota D | Nota A | Nota E | Pen. | Total  |
| ---- | -------- | ------ | ------ | ------ | ---- | ------ |
| 1    | Ucrânia  | 9.900  | 7.500  | 7.250  |      | 24.650 |
| 2    | Israel   | 9.500  | 7.450  | 7.150  |      | 24.100 |
| 3    | Bulgária | 9.900  | 7.500  | 6.650  |      | 24.050 |
| 4    | Estónia  | 9.500  | 7.350  | 7.100  |      | 23.950 |
| 5    | Itália   | 9.200  | 7.550  | 7.150  |      | 23.900 |
| 6    | Espanha  | 9.000  | 7.300  | 6.950  |      | 23.250 |
| 7    | Turquia  | 9.100  | 7.300  | 6.800  |      | 23.200 |
| 8    | Polónia  | 8.400  | 7.100  | 6.700  |      | 22.200 |